# Vřískot 6
Vřískot 6 (v anglickém originále Scream VI) je americký slasher film z roku 2023 od režisérů Matta Bettinelli-Olpina a Tylera Gilletta. Jde o sequel filmu Vřískot (2022) a celkově šestý celovečerní film mediální franšízy Vřískot. Snímek se zaměřuje na osudy přeživších z předchozího filmu, sester Carpenterových a dvojčat Meeks-Martinových, které opět pronásleduje neznámý vrah v masce Ghostface. Děj snímku je poprvé zasazen do New York City. Hlavní role zde ztvárnili Melissa Barrera, Jenna Ortega, Jasmin Savoy Brown, Mason Gooding, Hayden Panettiere a Courteney Cox. Jde o první díl, ve kterém se neobjevují dvě hlavní postavy předchozích filmů, Sidney Prescottové v podání Neve Campbell, která byla hlavní hrdinkou původních čtyř snímků režírovaných Wesem Cravenem, a Dewey Rileyho v podání Davida Arquetta.
Natáčení snímku bylo započato v červnu 2022. Celosvětová premiéra filmu Vřískot 6 proběhla v newyorském AMC Lincoln Square Theater 6. března 2023.

## Obsazení
| Courteney Cox      | Gale Weathers      |
| Melissa Barrera    | Samantha Carpenter |
| Jenna Ortega       | Tara Carpenter     |
| Hayden Panettiere  | Kirby Reed         |
| Jasmin Savoy Brown | Mindy Meeks-Martin |
| Mason Gooding      | Chad Meeks-Martin  |
| Jack Champion      | Ethan Landry       |
| Liana Liberato     | Quinn Bailey       |
| Dermot Mulroney    | Wayne Bailey       |
| Tony Revolori      | Jason Carvey       |
| Henry Czerny       | Christopher Stone  |
| Josh Segarra       | Danny Brackett     |
| Samara Weaving     | Laura Crane        |
| Devyn Nekoda       | Anika Kayoko       |